# Корологос, Том
Том Крис (Кри́стофер, Хри́стос) Короло́гос (греч. Toμ Χρήστος Κορολόγος, англ. Tom Chris (Christopher) Korologos; 6 апреля 1933, Солт-Лейк-Сити, Юта, США — 26 июля 2024, Вашингтон) — американский лоббист, дипломат и бизнесмен, «один из самых влиятельных „мудрецов“ Вашингтона» и «гуру процесса утверждения кандидатов в Сенате». Член Республиканской партии.
В 1970-х годах служил на Капитолийском холме в качестве заместителя помощника президентов США Ричарда Никсона и Джеральда Форда по вопросам законодательства. Работал в тесном контакте с Рональдом Рейганом, а также с Джорджем Бушем-старшим и Джорджем Бушем-младшим, с семьёй которых поддерживает тесные связи. В 2001 году добился утверждения Дональда Рамсфелда на посту министра обороны США, а также других кандидатов, назначенных Бушем в свой кабинет. Посол США в Бельгии (2004—2007).
С 1972 года принимал участие в Национальном съезде Республиканской партии, на котором несколько раз выполнял функции Директора официальных преследований.
С 2007 года являлся стратегическим советником в крупной международной юридической фирме «DLA Piper» в Вашингтоне (округ Колумбия), а также эмерит-попечителем и эмерит-председателем Американского колледжа Греции (ACG).
Член Ордена святого апостола Андрея (архонт экдикос Вселенского Патриархата), Американо-греческого прогрессивного просветительского союза (AHEPA) и Американо-греческого института (AHI).

## Биография

### Ранние годы и семья
Родился в семье греков Христоса Т. Корологоса и Ирини М. Колендриану. Американский грек во втором поколении. Имеет брата Майка.
В 1914 году Христос Корологос, которому тогда было 14 лет, приехал в США из деревни Тирос (Аркадия, Пелопоннес, Греция) в поисках лучшей жизни, и первоначально планировал вернуться обратно на родину после того, как заработает деньги.
Проведя около 70 дней в открытом море по причине Первой мировой войны, что сопровождалось постоянной сменой маршрутов во избежание встречи с немецкими военными кораблями, Христос прибыл на остров Эллис (Нью-Йоркская бухта) и сразу же был помещён на карантин на более чем 21 день. Иммиграционные власти США желали удостовериться, что вновь прибывавшие не болели никакими неизвестными инфекционными заболеваниями.
Оказавшись в итоге в Покателло (Айдахо), где жили его дядя и двоюродные братья, а также большая греческая община, Христос начал трудиться разнорабочим на железной дороге вместе с другими иммигрантами из Греции, многие из которых также были родом из Тироса.
После железной дороги и различных подработок случайными заработками в Покателло, Христос Корологос оказался на медном руднике в штате Юта недалеко от Солт-Лейк-Сити. Подав заявление на работу на медеплавильном заводе в Магне, он, получив положительный ответ, обязан был явиться на следующее же утро. Однако в итоге не пришёл, решив вместо этого заняться ресторанным бизнесом с другим выходцем из Тироса Томом Гувисисом.
Между тем, в 1915 году в США прибыла другая иммигрантка из Греции по имени Элени с трёхмесячной дочкой Ирини М. Колендриану. Её муж уже жил в Соединённых Штатах, где держал свой ресторан в городе Нью-Йорк.
Ирини начала посещать местную начальную школу. Однако уже в конце 1920-х годов, в стремлении жить поближе к своим родственникам и друзьям из родной деревни Леонидио, которая находится недалеко от Тироса в Аркадии, её семья переехала в Солт-Лейк-Сити. К тому времени там сформировалась многочисленная греческая община, а с 1905 года в городе уже существовала православная церковь.
Социальная активность в основном была сконцентрирована в месте расположения церкви и в гриктауне (греческом районе) на западной стороне Солт-Лейк-Сити, где Христос Корологос открыл свой ресторан/бар. Вскоре он послал в Грецию за двумя из пяти своих сестёр, которые, прибыв в США, вышли замуж: одна за его компаньона Тома Гувисиса, а вторая за друга Билла Манеса, который вместе со своим братом занимался фермерством в Лейтоне.
В 1932 году Христос Корологос и Ирини М. Колендриану, с которой он уже был знаком, поженились в греческой православной церкви Святой Троицы. В этом же году он открыл бар в даунтауне Солт-Лейк-Сити, который существовал до его смерти в 1963 году.

### Образование
В 1955 году окончил Университет Юты со степенью бакалавра наук.
В 1956—1957 годах — офицер информационной службы Военно-воздушных сил США.
В 1958 году окончил Высшую школу журналистики Колумбийского университета со степенью магистра наук. Будучи талантливым студентом, получил Стипендию Грэнтланда Райса и Пулитцеровскую стипендию для поездки за границу.
В 1998 году был назван «Выдающимся выпускником» Ассоциацией выпускников Университета Юты, а в 2003 году получил звание почётного доктора этого учебного заведения.
Имеет степень доктора права.

## Карьера
Начинал работать журналистом в ежедневной газете «The Salt Lake Tribune». Позднее работал в «New York Herald Tribune», «Long Island Press» и «Associated Press».

### Политическая карьера
Корологос имел обширный и разнообразный опыт работы в Вашингтоне.
В 1962—1971 годах был руководителем аппарата сенатора от штата Юта Уоллеса Ф. Беннетта.
В 1971—1975 годах работал в администрациях президентов США Ричарда Никсона и Джеральда Форда, занимая должность заместителя советника по вопросам законодательства.
В 1975—2003 годах был председателем исполнительного комитета консалтинговой лоббистской фирмы «Timmons & Company» в Вашингтоне, которую основал совместно с Уилльямом Тиммонсом.
В 1980—1981 годах был руководителем по связям с Конгрессом в период передачи власти избранному президенту США Рональду Рейгану.
В 1996 году был старшим советником бывшего сенатора Роберта Доула, принимавшего участие в президентских выборах от Республиканской партии.
В 2000—2001 годах входил в состав команды по передаче власти избранному президенту США Джорджу Бушу-младшему.

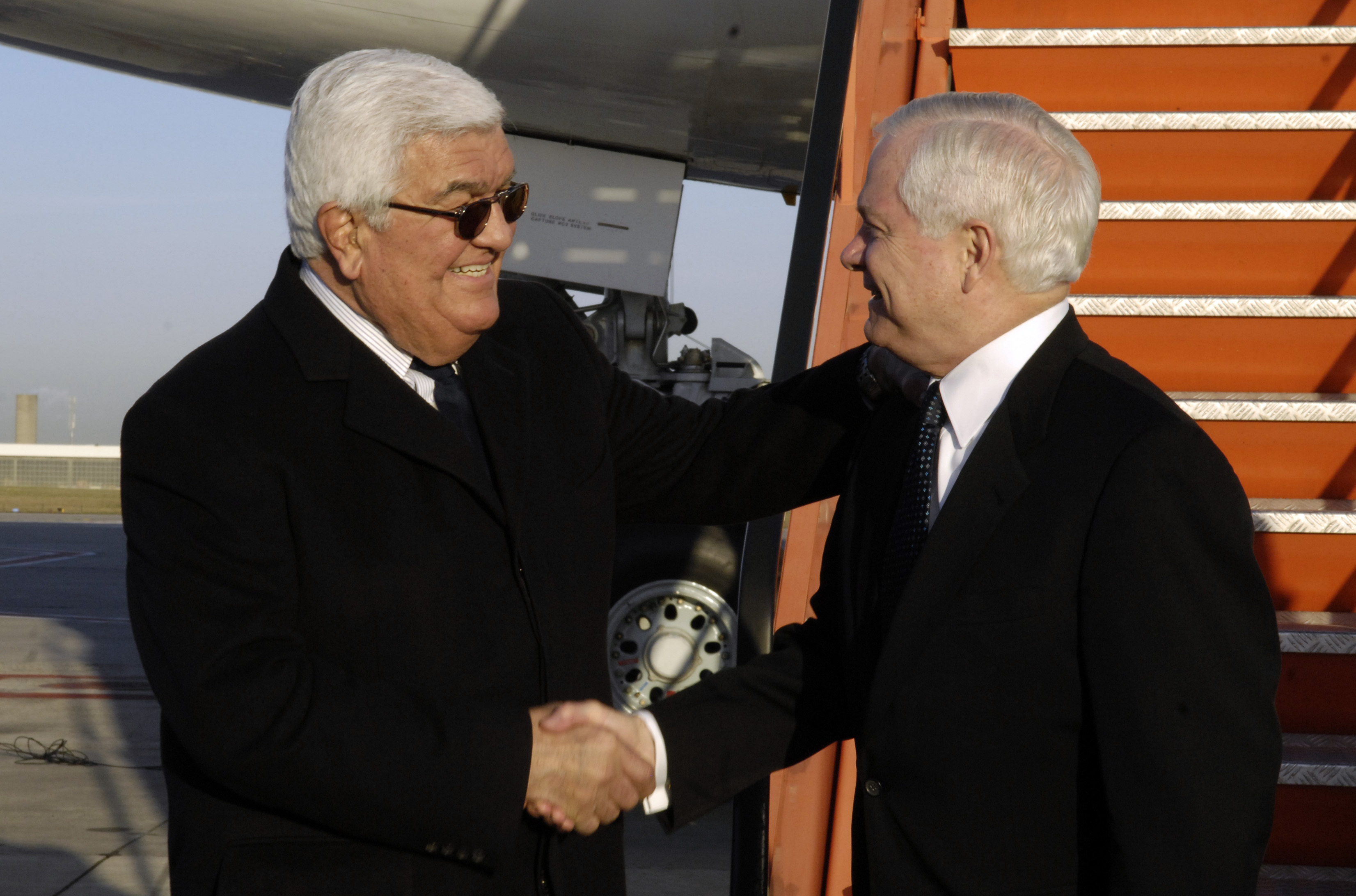
Посол Корологос встречает министра обороны США Роберта Гейтса во время его визита в Бельгию (Брюссель, 15 января 2007)

Работая в администрациях Рейгана и Буша, принимал участие в более чем 300 слушаниях в Сенате США по утверждению кандидатов на различные посты, в том числе оказывал содействие вице-президентам Нельсону Рокфеллеру и Джеральду Форду, председателю Верховного суда США Уильяму Ренквисту, члену Верховного суда Антонину Скалиа и кандидату Роберту Борку, а также нескольким членам кабинета президента, включая Генри Киссинджера, Александра Хейга и Дональда Рамсфелда.
Был руководителем по связям с Конгрессом Национальной двухпартийной комиссии по Центральной Америке.
В мае-декабре 2003 года занимал пост старшего советника Пола Бремера, председателя Временной коалиционной администрации (CPA) в Багдаде (Ирак). В это время также отвечал за все дела CPA в Конгрессе США, сыграв, в том числе, ключевую роль в проведении президентского запроса на выделение дополнительных бюджетных ассигнований на восстановление Ирака.
Был членом и председателем Консультативной комиссии США по публичной дипломатии (англ. U.S. Advisory Commission on Public Diplomacy), а также входил в совет директоров Фонда международных средств массовой информации (англ. International Media Fund).
В 1995—2001 годах был членом-учредителем и входил в первый состав Совета управляющих по вопросам вещания, обладающего юрисдикцией над всеми невоенными телерадиопередачами, транслируемыми правительством США для заграничной аудитории.
В 2004—2007 годах был послом США в Бельгии.
В 2012 году стал одним из пяти лауреатов Награды за достижения в области греческого наследия и общественной деятельности (англ. Hellenic Heritage Achievement And Public Service Award) от Американо-греческого института как самый выдающийся грек диаспоры. Часто даёт мастер-классы в фонде «Инициатива грядущего поколения» (NGI), предоставляющем образовательные стипендии студентам из числа американских греков.
В настоящее время является стратегическим советником международной юридической компании «DLA Piper» в Вашингтоне, а также членом Советов директоров Вашингтонского общества хорового искусства, Международного центра «Меридиан», Агентства национальной безопасности США, Института Аспена и др.

## Личная жизнь
В браке с первой супругой Джой Дж. Корологос имел троих детей: Пола, Энн и Филип.
Джой Дж. Корологос (1936—1997) была учителем, а также врачом-логопедом и -аудиологом. Окончила Университет штата Юта. До 1963 года являлась консультантом Совета по образованию штата Юта, после чего переехала в Вашингтонскую агломерацию. Занимала пост вице-председателя Совета по образованию округа Фэрфакс (Виргиния). Была первопроходцем в создании системы поощрения сотрудников школьных образовательных учреждений, а также выступила инициатором основания Старшей школы науки и техники имени Томаса Джефферсона, которая открылась в 1985 году. Работала наставником молодёжи и органистом в Церкви Иисуса Христа Святых последних дней, была членом группы по международным отношениям этой религиозной организации. Занимала пост вице-председателя Общества по вопросам управления Университета Бригама Янга. Умерла от рака.
Дочь Пола Кейл (род. 1970) — актриса, наиболее известная по роли Джоан Хансен в телесериале «Провиденс».
Сын Филип Корологос — председатель Совета директоров (с 2011 года) и председатель Исполнительного комитета Американского колледжа Греции. С 1998 года является партнёром юридической фирмы «Boies, Schiller & Flexner» (Нью-Йорк). Окончил Корнеллский университет со степенью бакалавра в области физики и Школу права Виргинского университета со степенью доктора права.
Вторая супруга — Энн Маклафлин-Корологос (1941—2023) была министром труда США при Рональде Рейгане (1987—1989), а также членом совета директоров нескольких крупных компаний.
Брат Майк Корологос — писатель и фотограф. По мотивам его рассказа, в частности, была снята 32 серия («Мистер Гэррити и могилы») 5 сезона популярного американского телесериала «Сумеречная зона».
На протяжении более 70 лет увлекался профессиональной фотографией. Его первым фотоаппаратом был отцовский Kodak 116, в последние годы пользовался Leica и Nikon. Выставлял свои работы в принадлежащей его супруге «Галерее Энн Корологос» в Базальте (Колорадо).
Умер 26 июля 2024 года от сердечных осложнений в своём доме в Вашингтоне, округ Колумбия, в возрасте 91 года.